# Blessed and Possessed
Albums de Powerwolf
Preachers of the Night
(2013) The Sacrament of Sin
(2018)
Blessed and Possessed est le sixième album studio du groupe allemand de power metal Powerwolf publié le 17 juillet 2015 par Napalm Records et produit par Fredrik Nordström. L'enregistrement de l'album a  débuté en janvier 2015.
L'album contient également un CD de reprises des chansons de Metallum Nostrum par des artistes que le groupe a sélectionné spécialement pour l'occasion,.

## Contexte
Powerwolf a débuté l'écriture de ce sixième album en juin 2014 puis l'a terminée en décembre de cette même année. La réalisation de cet album a été supervisée par Jens Bogren aux Fascination Street Studios,.
L'enregistrement s'est déroulé au Studio Fredman, à Göteborg, en Suède, de janvier à mars 2015.
En plus des nouvelles chansons, cet album contenait un disque bonus de reprises des chansons les plus populaires de leur dernier album Metallum Nostrum, chantées par des artistes issus du monde du métal, sélectionnés pour l'occasion par le groupe. Ce disque a été édité séparément le 11 janvier 2019.
Avant la sortie de l'album, le groupe a publié deux singles : Army of the Night  et Armata Strigoi.

## Liste des chansons
Toute la musique est composée par Powerwolf.
| No  | Titre               | Durée |
| --- | ------------------- | ----- |
| 1.  | Blessed & Possessed | 4:42  |
| 2.  | Dead Until Dark     | 3:49  |
| 3.  | Army of the Night   | 3:21  |
| 4.  | Armata Strigoi      | 3:51  |
| 5.  | We Are the Wild     | 3:41  |
| 6.  | Higher Than Heaven  | 3:30  |
| 7.  | Christ & Combat     | 3:39  |
| 8.  | Sanctus Dominus     | 3:22  |
| 9.  | Sacramental Sister  | 4:36  |
| 10. | All You Can Bleed   | 3:44  |
| 11. | Let There Be Night  | 7:19  |

## Artistes et personnel
| Powerwolf - Attila Dorn - Chanteur - Matthew Greywolf - guitare - Charles Greywolf - guitare basse - Roel van Helden - batterie, percussions - Falk Maria Schlegel - orgue, claviers Techniciens et réalisation - Fredrik Nordström - production - Jens Bogren - réalisation - Sam Braun - montage, enregistrement - David Buballa - montage, enregistrement - Charles Greywolf - ingénieur - Kristian Kohlmannslehner - ingénieur - Fredrik Nordström - mixage - Henrik Udd - mixage - Manuela Meyer - photographie - Matthew Greywolf - dessin | Chœur - Helen Vogt - Almut Hellwig - Jennifer Gräßer - Julia Sharon Harz - Anne Diemer - Christoph Höbel - Torsten Peeß - Patrick Staub - Francesco Cottone - Frank Beck - Dirk Reichel - Titan Fox - Björn Hacket - Tobias Engel - Michael Morschett - Alex Handorf - Dirk Bersweiler - James Boyle - Tom Kurt Germann - Daniel Gene Herzmann - Toni Hilbert |

## Certification
| Pays               | Certification |
| ------------------ | ------------- |
| République Tchèque | Disque d'or   |